# 35269 Idefix
35269 Idefix eller 1996 QC1 är en asteroid i huvudbältet som upptäcktes den 21 augusti 1996 av de båda tjeckiska astronomerna Miloš Tichý och Jana Tichá vid Kleť-observatoriet. Den är uppkallad efter den franska serietidnings figuren Idefix.
Asteroiden har en diameter på ungefär 3 kilometer.